# Bo Derek
Bo Derek, echte naam Mary Cathleen Collins, (Long Beach (Californië), 20 november 1956) is een Amerikaanse actrice en voormalig model.

## Levensloop
Bo Derek werd geboren in een gezin met vier kinderen van wie zij de oudste was. Haar vader werkte als reclamemaker en later werd hij botenverkoper, haar moeder werkte als visagiste.
Ze was getrouwd met acteur/regisseur John Derek van 1974 tot diens dood in 1998. Eind 2020 is ze in Californië getrouwd met acteur John Corbett met wie ze sinds 2001 samen is.
Derek is een conservatieve republikeinse en ze heeft actief campagne gevoerd voor president George W. Bush bij de verkiezingen in 2000 en 2004.

## Carrière
Nadat haar meerdere malen was aangeraden om model te worden besloot ze dat te proberen. Kort hierop volgde een aanbieding voor een reclamespot waarin ze drie woorden mocht zeggen en snel daarna ontmoette ze een theateragent die haar in de filmwereld introduceerde.
Door haar rol in de film 10 werd ze op slag beroemd. In deze film zit een wereldberoemde scène waarin ze de liefde bedrijft met acteur Dudley Moore op het muziekstuk Bolero van Ravel. Het Afrikaanse kapsel van kleine vlechtjes met kralen dat ze hierin droeg, werd een wereldwijde rage.
Na 10 heeft ze nog in diverse films gespeeld maar het succes van toen heeft ze daarna nooit meer kunnen evenaren. Wel heeft ze nog regelmatig rollen gespeeld in verschillende televisieseries. Ook heeft ze nog diverse keren in Playboy gestaan.
In de tv-serie Chuck is ze in episode 10 van het vijfde seizoen te zien, hierin speelt ze zichzelf.

## Filmografie
- Sharknado 3: Oh Hell No! (2015)
- Fashion House (2006)
- Malibu's Most Wanted (2003) .... Bess Gluckman
- Life in the Balance (2001) .... Kathryn Garr
- Sunstorm (2001) .... Victoria Warren
- Frozen with Fear (2000) .... Katherine Sullivan
- Horror 101 (2000) .... Miss Allison James
- Tommy Boy (1995) .... Beverly Barish, Beverly Burns
- Woman of Desire (1993) .... Christina Ford
- Hot Chocolate (1992) .... BJ Cassidy
- Ghosts Can't Do It (1990) .... Katie O'Dare Scott
- Bolero (1984) .... Lida MacGillivery
- Fantasies (1981) .... Anastasia
- Tarzan, the Ape Man (1981) .... Jane Parker
- A Change of Seasons (1980) .... Lindsey Rutledge
- 10 (1979) .... Jenny Hanley
- Orca (1977) .... Annie

## Als producent
- Ghosts Can't Do It (1990)
- Bolero (1984)
- Tarzan, the Ape Man (1981)

- Biblioteca Nacional de España: XX1297363
- Bibliothèque nationale de France: cb13939410b (data)
- Gemeinsame Normdatei: 124570437
- International Standard Name Identifier: 0000 0000 7823 8327
- Library of Congress Control Number: no98102792
- Nationale Bibliotheek van Tsjechië: xx0152006
- Nationale Bibliotheek van Polen: a0000002119061
- Nederlandse Thesaurus van Auteursnamen: 167583530
- Système universitaire de documentation: 061799068
- Virtual International Authority File: 79169295
- WorldCat: E39PBJbWwDxxQ4W6P7ttdDKTpP